# Piętnastka (bilard)
Piętnastka (ang.: fifteen-ball) jest grą bilardową rozgrywaną na stole do ósemki. Gra przeznaczona jest dla dwóch graczy w dowolnym stopniu zaawansowania.

## Używane bile
Zestaw bil do ósemki: piętnaście ponumerowanych kolejno od 1 do 15 oraz bila biała.

## Ustawienie początkowe
Bile kolorowe ustawione są w trójkącie: 15 z przodu, wysokie numery blisko bili nr 15. Białą bilę otrzymuje rozbijający do ustawienia w polu bazy.

## Cel gry
Zdobyć co najmniej 61 punktów.

## Zasady
Gracze na zmianę podchodzą do stołu i starają się wbić najwięcej bil, kończąc turę po faulu, bądź po niewbiciu bili. Za wbitą bilę otrzymuje się liczbę punktów równoważną numerowi bili. Wygrywa osoba z największą liczbą punktów (suma punktów to 120).